# 葉祥栄
葉 祥栄（よう しょうえい、1940年3月7日 - ）は、日本の建築家。熊本県熊本市出身。本名、葉村祥栄。慶應義塾大学大学院教授コロンビア大学大学院建築学部客員教授。株式会社　葉デザイン事所一級建築士事務所 代表取締役。 近年デジタルデザインでの再評価が進み、２０２２年、シドニーでの建築展「Revisiting Shoei Yoh」オーストラリアン・デザイン・センターで展が覧会開催された。日本インテリアデザイナー協会賞（1979年）、日本建築協会賞（「光格子の家」1980年）、毎日デザイン賞（1983年）、日本建築学会賞（「小国町における一連の木造建築」1989年）、IAKS賞ゴールドメダル（1993年）など、受賞多数。 2007年、ウィッテンバーグ大学より名誉芸術博士号を授与される。

## 来歴・人物
7人兄弟で、絵本作家の葉祥明、写真家の葉山祥鼎は実弟。

## 略歴
- 1962年 慶應義塾大学経済学部卒業
- 1962-1963年米国ウイッテンバーグ大学　ファイン・アプライドアーツ奨学生
- 1970年 葉デザイン事務所設立
- 1983年 毎日デザイン賞（ガラスを用いた一連のデザイン）受賞
- 1983年 日本建築家協会新人賞受賞
- 1989年 日本建築学会賞作品賞（小国町における一連の木造建築）受賞
- 1992年 コロンビア大学大学院建築学部客員教授
- 1996年 慶應義塾大学大学院教授

## 作品
- 1976年 WXYZチェア
- 1977年 コーヒーショップ・インゴット（福岡県）現存せず
- 1979年 木下クリニック（福岡県）
- 1980年 光格子の家（長崎県）
- 1983年 PAVILION（熊本県）
- 1984年 日時計の家（福岡県）
- 1987年 熊本野外劇場・アスペクタ（熊本県）
- 1988年 小国町民体育館・小国ドーム（熊本県）
- 1990年 三角港フェリーターミナル・海のピラミッド（熊本県）
- 1992年 太閤山ランド展望塔・プロスペクタ（富山県）
- 1993年 グラスステーション（熊本県）
- 1994年 内住コミュニティセンター(福岡県)
- 1997年 Ms. REIKO TOKYO（東京都）
- 1998年 筑穂町健康福祉総合センター（福岡県）
- 2000年 慶應義塾大学湘南藤沢キャンパスデジタルラボ（神奈川県）
- 2002年 九州学院中学校舎・体育館（熊本県）
- 2005年 福岡市営地下鉄七隈線天神南駅（福岡県）
- 2006年 大野市シビックセンター・学びの里めいりん(福井県)

## 個展・コレクション
- パーマネントコレクション　WXYZ チェア（国立国際美術館）
- パーマネントコレクション　光の中の６つのキューブ（FRAC Center, France）
- 葉祥栄アーカイブズ　九州大学大学院 芸術工学研究院 環境設計グローバル・ハブに寄託
- ガラスの椅子　WXYZ チェア展（1978 東京デザイナーズスペース）
- 空間から空間へ　葉祥栄デザイン展（1980 日本デザインコミティー）
- 光の建築展（1982 東京デザイナーズスペース）
- ライトアーキテクチュア展（1984 イナギャラリー）
- 葉祥栄　木の建築展（1985 日本デザインコミティー）
- 葉祥栄建築展　インターフェイスデザイン展（1987 ギャラリー間）
- 葉祥栄　水の建築展（1991 日本デザインコミティー）
- Revisiting Shoei Yoh 葉祥栄再訪　展覧会（2022 オーストラリア・デザインセンター）

## 受賞
- 日本インテリアデザイナー協会賞（1979）
- 日本建築協会賞（1980）
- 毎日デザイン賞受賞（1983）
- 商環境デザイン賞　優秀賞（1985）
- 日本建築学会賞受賞（1989）
- IAKS Awards Gold Medal ゴールドメダル 国際余暇スポーツ施設賞受賞（ケルン）（1993）
- Benedictus Award (1994)
- 国際合わせガラス建築賞受賞（ワシントン）（1994）
- グッドデザイン賞　環境デザイン（2005)
- 日本建築家協会　日本建築家協会２５年賞（2007)
- 日本建築家協会　環境建築賞（2007)
- 日本建築家協会　優秀建築選（2007)
- ウィッテンバーグ大学名誉芸術博士号（2007)
- 西日本文化賞（2009) など多数